# 日根野弁治
日根野 弁治（ひねの べんじ、文化12年（1815年） - 慶応3年8月23日（1867年9月20日））は、幕末の土佐藩士、剣客。名は吉善。
土佐藩郷士・市川信好の四男（一説に次男）として生まれる。後に小栗流和術師匠役・日根野恵吉の養嗣子となる。
姓組2人扶持5石を賜り、剣術導役・屋敷弘敷役を歴任する。一方で高知城下築屋敷で道場を経営した。日根野家は武術師匠役を務める高級武家であるが、弁治自身が郷士の出身であったために、下士身分の門弟が多く集まった。坂本龍馬もその内の一人である。
墓所は高知県高知市奥福井。
なお、龍馬と関連する作品を演じた役者は、テレビドラマ『竜馬がゆく (1965年のテレビドラマ)』は芦田伸介、NHK総合テレビアニメ『お〜い!竜馬』は玄田哲章、NHK大河ドラマ『龍馬伝』では若松武史。